# Republik21
Republik21 (Eigenschreibweise: REPUBLIK21 e.V. – Denkfabrik für neue bürgerliche Politik, kurz: Denkfabrik R21) ist eine deutsche Denkfabrik, die 2021 von Andreas Rödder, Kristina Schröder und weiteren Initiatoren gegründet wurde. Geschäftsführer ist seit 2024 der FDP-Politiker Martin Hagen.

## Zielsetzung und Ausrichtung
Republik21 beschreibt sich selbst als „Thinktank für neue bürgerliche Politik in Deutschland und Europa.“
Die Denkfabrik gilt als liberal-konservativ. Als ihre Zielsetzung bezeichnet sie es, Politikansätze zu stärken, die auf den Grundgedanken von Freiheit, Eigenverantwortung, Pluralismus, Rechtsstaatlichkeit und sozialer Marktwirtschaft fußen. Sie will Debatten anstoßen und ergebnisoffen führen, Strategien und Konzepte für zukünftige Herausforderungen entwickeln, Personen aus Politik, Wirtschaft, Wissenschaft, Publizistik und Kultur vernetzen und junge Menschen für politisches Engagement gewinnen.
Unter den Initiatoren und Beiratsmitgliedern von Republik21 finden sich Mitglieder von CDU und FDP.

## Rechtsform, Finanzierung
Träger der Denkfabrik ist ein eingetragener Verein. Die Finanzierung erfolgt gemäß eigenen Angaben aus Eigenmitteln und Spenden.

## Veranstaltungen und Projekte
Republik21 organisiert regelmäßig Diskussionsveranstaltungen zu politischen Themen. Titel vergangener Veranstaltungen waren beispielsweise „Wokes Deutschland - Identitätspolitik als Bedrohung unserer Freiheit?“, „Deutschland nach der Ära Merkel – Lehren für die Gegenwart, Perspektiven für die Zukunft“, „Deutschland zwischen Covid und Klima – Grundrechte unter Vorbehalt?“ oder „Wohlstand verspielt, Freiheit bedroht? Für einen marktwirtschaftlichen Neustart in der Klimapolitik“.
Die Denkfabrik betreibt einen Podcast mit dem Titel „Frei heraus - der R21-Podcast für neue bürgerliche Politik“.
Unter dem Titel „Initiative für einen besseren ÖRR“ analysiert Republik21 in einem Blog die politische Berichterstattung des Öffentlich-Rechtlichen Rundfunks und dokumentiert nach Ansicht der Denkfabrik einseitige oder sachlich falsche Berichte. Darauf aufbauend soll sich eine längerfristig angelegte Studie dem Thema „Framing im ÖRR“ widmen. Republik21 bezeichnet den Öffentlich-Rechtlichen Rundfunk als „Errungenschaft, die wir wertschätzen und erhalten wollen“, kritisiert aber eine mangelnde politische Ausgewogenheit und die Verbreitung einseitiger Narrative.
Die Denkfabrik hat einen eigenen Expertenrat zur Klima- und Energiepolitik. Das Gremium kritisiert die bisherige deutsche Klimapolitik als teuer und ineffizient und plädiert für einen alle Sektoren umfassenden EU-Emissionshandel.

## Rezeption
Ferdinand Otto bezeichnete Republik21 in der ZEIT als „eine Art Meinungs-Start-up“ und kommentierte: „Wenn die bürgerliche Mitte intellektuell und argumentativ nachrüstet, kann das womöglich auch für den Rest ganz gewinnbringend werden.“ Gregor Mayntz schrieb in der Rheinischen Post, die Denkfabrik trommle „für eine Neubelebung der Mitte.“ In der Süddeutschen Zeitung betitelte Boris Herrmann die Denkfabrik als „Selbsthilfegruppe für Konservative“. Gründer Andreas Rödder lasse sich vor allem von amerikanischen Vorbildern inspirieren, der Weg zu einer gewichtigen Institution erscheine aber noch weit. Oliver Maksan von der NZZ bezeichnete die Protagonisten von Republik21 als „Kulturkämpfer der bürgerlichen Mitte“.